# Decimalno ločilo
Decimálno ločílo je v matematiki znak, ki ločuje enice od desetin. Po večini sta to decimálna véjica ali decimálna píka (uporablja se predvsem v ZDA). Število na levi strani znaka je celo število, na desni pa decimalno število.